# Ramush Haradinaj

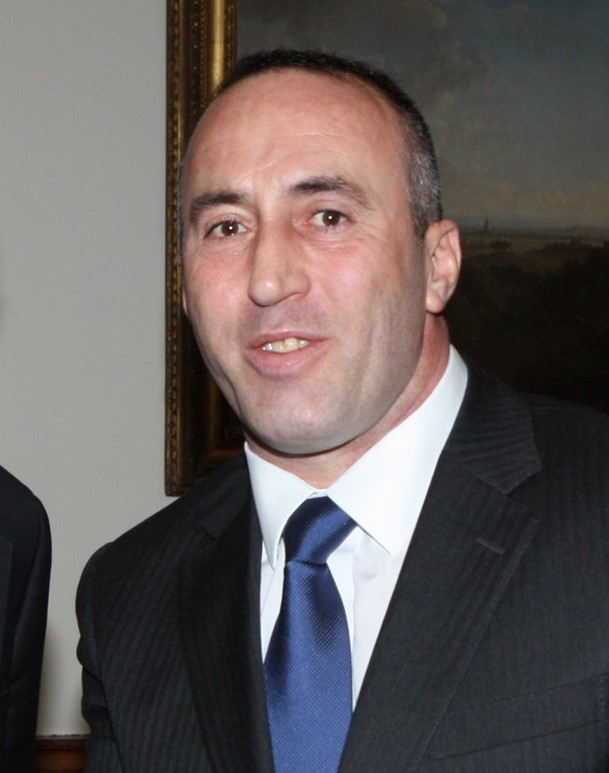
Ramush Haradinaj

Ramush Haradinaj (sinh ngày 03 tháng 7 năm 1968) là một chính trị gia người Albabia-Kosovo, một cựu sĩ quan và tư lệnh của tổ chức bán quân sự, Quân đội Giải phóng Kosovo, và cựu thủ tướng lãnh thổ Kosovo tranh chấp (2005). Ông đã là lãnh đạo đảng Liên minh cho tương lai của Kosovo. Ông Haradinaj được phần lớn sắc dân Albania ở Kosovo xem là anh hùng dân tộc. Sau sự tan rã của Nam Tư và chiến tranh nội bộ, Haradinaj là một trong số cựu sĩ quan của Quân đội Giải phóng Kosovo bị Tòa án Hình sự Quốc tế cho Nam Tư cũ cáo buộc với các tội ác chiến tranh và tội ác chống lại loài người chống lại người Serb, người Di-gan và người Albania trước và trong thời gian chiến tranh Kosovo năm 1999. 

## Tiểu sử
Haradinaj sinh ngày 3 tháng 7 năm 1968 ở làng Glođjane, gần Dečani, tỉnh thuộc Serbia Kosovo. Ông đã trải qua thời trẻ ở làng quê mình với cha mẹ và anh chị em và tốt nghiệp trung học ở Đakovica. Sau khi tốt nghiệp trung học, ông đã gia nhập Quân đội Nhân dân Nam Tư. Sau cuộc chiến tranh Kosovo, Haradinaj học luật ở Đại học Pristina. Haradinaj cũng tốt nghiệp cao học kinh doanh ở Đại học Mỹ Kosovo, liên kết với Viện Công nghệ Rochester ở bang New York.

## Bị xét xử
Khi Nam Tư tan rã, Haradinaj bị Tòa án Hình sự Quốc tế cho Nam Tư cũ cáo buộc với các tội ác chiến tranh và tội ác chống lại loài người. Các công tố viên đã cáo buộc những người này cùng tham gia thực hiện một vụ bắt cóc và tra tấn 16 thường dân và cuối cùng là giết chết 8 người trong số họ trong cuộc chiến ở Kosovo cuối những năm 1990. Ông đã được xử trắng án vào ngày 3 tháng 4 năm 2008. Sự kháng cáo truy tố năm 2010, dựa vào sự đe dọa nhiều nhân chứng, đã dẫn đến việc xét xử một phần ở Den Haag, Hà Lan.
Trong suốt quá trình xét xử đầy đủ và quá trình xét xử chung thẩm, 19 người có khả năng là nhân chứng đã chết trong các trường hợp ẩn. Tòa án quốc tế cho rằng nhiều tội danh được mô tả bởi các công tố viên đã xảy ra, nhưng kết luận rằng cáo trạng truy tố đã không được cung cấp đầy đủ "bằng chứng trực tiếp" để chứng minh sự tham gia của Haradinaj. Ngày 29 tháng 11 năm 2012, Tòa án quốc tế xét xử tội ác chiến tranh ở Nam Tư cũ ở Den Haag đã tuyên bố trắng án đối với Ramush Haradinaj và hai cộng sự của ông